# ТЭМ14
ТЭМ14 — восьмиосный маневровый двухдизельный тепловоз с электрической передачей переменно-постоянного тока, изготовитель — АО «Людиновский тепловозостроительный завод» (ЛТЗ). Производится с 2011 года.

## История создания и выпуска

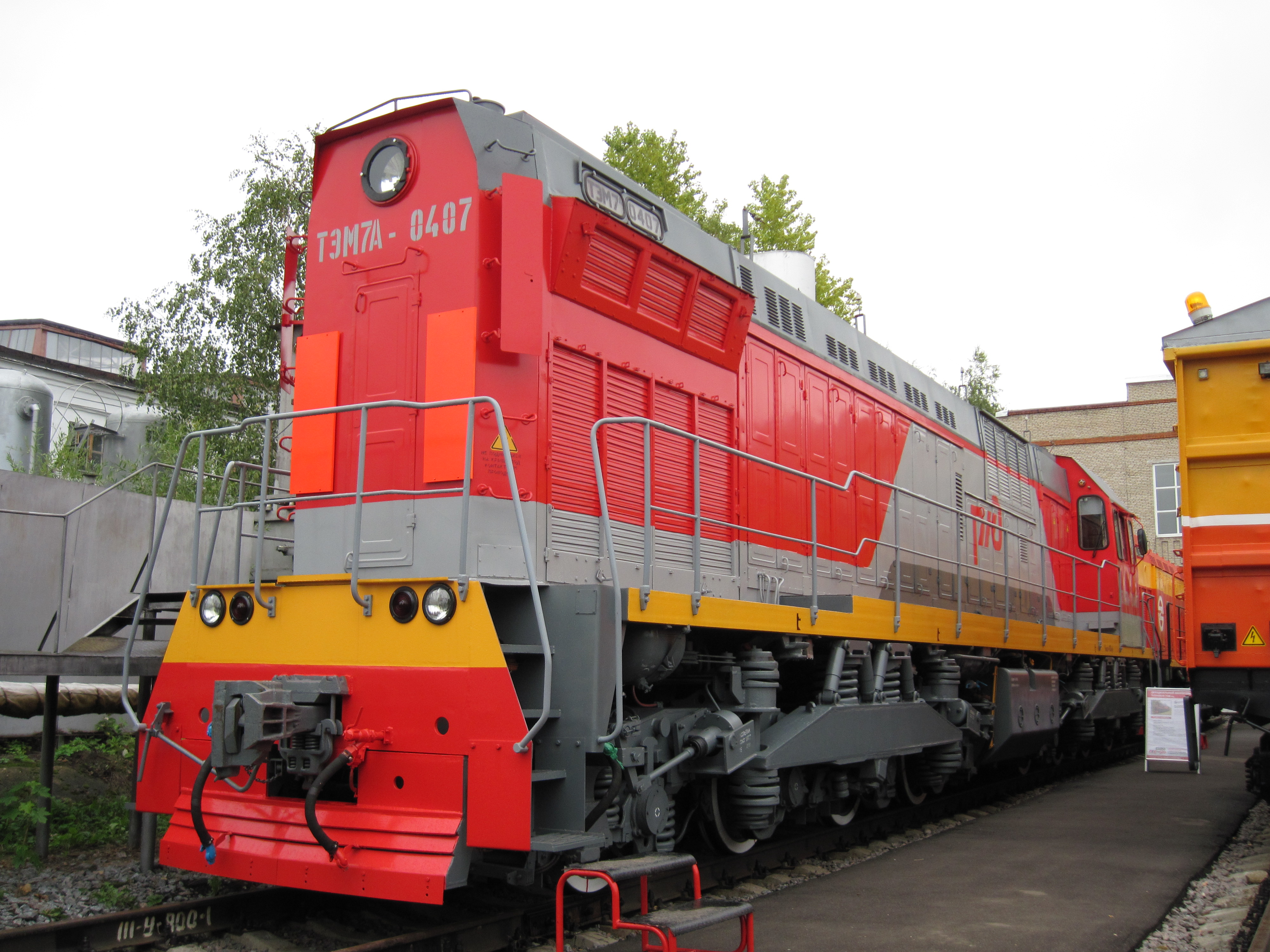
Предшественник ТЭМ14 — ТЭМ7А

Данные по выпуску тепловозов ТЭМ14 и ТЭМ14М по годам приведены в таблице:
| Год выпуска | Серия  | Количество | Номера                                                          |
| 2011        | ТЭМ14  | 1          | 0001                                                            |
| 2012        | ТЭМ14  | 4          | 0002 — 0005                                                     |
| 2013        | ТЭМ14  | 11         | 0006 — 0016                                                     |
| 2014        | ТЭМ14  | 13         | 0017 — 0029                                                     |
| 2015        | ТЭМ14  | 25         | 0030 — 0054                                                     |
| 2016        | ТЭМ14  | 14         | 0055 — 0068                                                     |
| 2017        | ТЭМ14  | 33         | 0069 — 0101                                                     |
| 2018        | ТЭМ14  | 27         | 0102 — 0128                                                     |
| 2019        | ТЭМ14  | 18         | 0129 — 0146                                                     |
| 2019        | ТЭМ14М | 1          | 0001                                                            |
| 2020        | ТЭМ14  | 4          | 0147 — 0150                                                     |
| 2021        | ТЭМ14  | 21         | 0151 — 0163, 0165 — 0172                                        |
| 2021        | ТЭМ14М | 1          | 0002                                                            |
| 2022        | ТЭМ14  | 12         | 0173 — 0184                                                     |
| 2023        | ТЭМ14  | 24         | 0185 — 0187, 0191 — 0205, 0212 — 0217                           |
| 2024        | ТЭМ14  | 6          | 0218, 0219, 0223 — 0226                                         |
| Всего       | ТЭМ14  | 214        | 0001 — 0163, 0165 — 0187, 0191 — 0205, 0212 — 0219, 0223 — 0226 |
| Всего       | ТЭМ14М | 2          | 0001, 0002                                                      |

25 декабря 2020 года холдинг «Синара — Транспортные машины» (СТМ) получил сертификаты соответствия требованиям Технического регламента Таможенного Союза ТР ТС 001/2011, распространяющиеся на маневровые локомотивы ТЭМ14М и ТГМК2. Эта сертификация позволяет начать выпуск установочных серий этих тепловозов.

## Конструкция
Тепловоз ТЭМ14 создан на базе тепловоза серии ТЭМ7А. В основе конструкции локомотива — две силовые установки общей мощностью 2400 л. с. Тепловоз предназначен для маневрово-вывозной и горочной работ, а также для магистральной службы на железных дорогах колеи 1520 мм в районах с умеренным климатом. Тепловоз может бесперебойно работать при температурах наружного воздуха от −50 до +40°С.

### Механическая часть
Кузов, а также экипажная часть тепловоза с осевой формулой (20 + 20 − 20 + 20) аналогична применённым на тепловозах ТЭМ7 и ТЭМ7А.

### Интерьер кабины машиниста

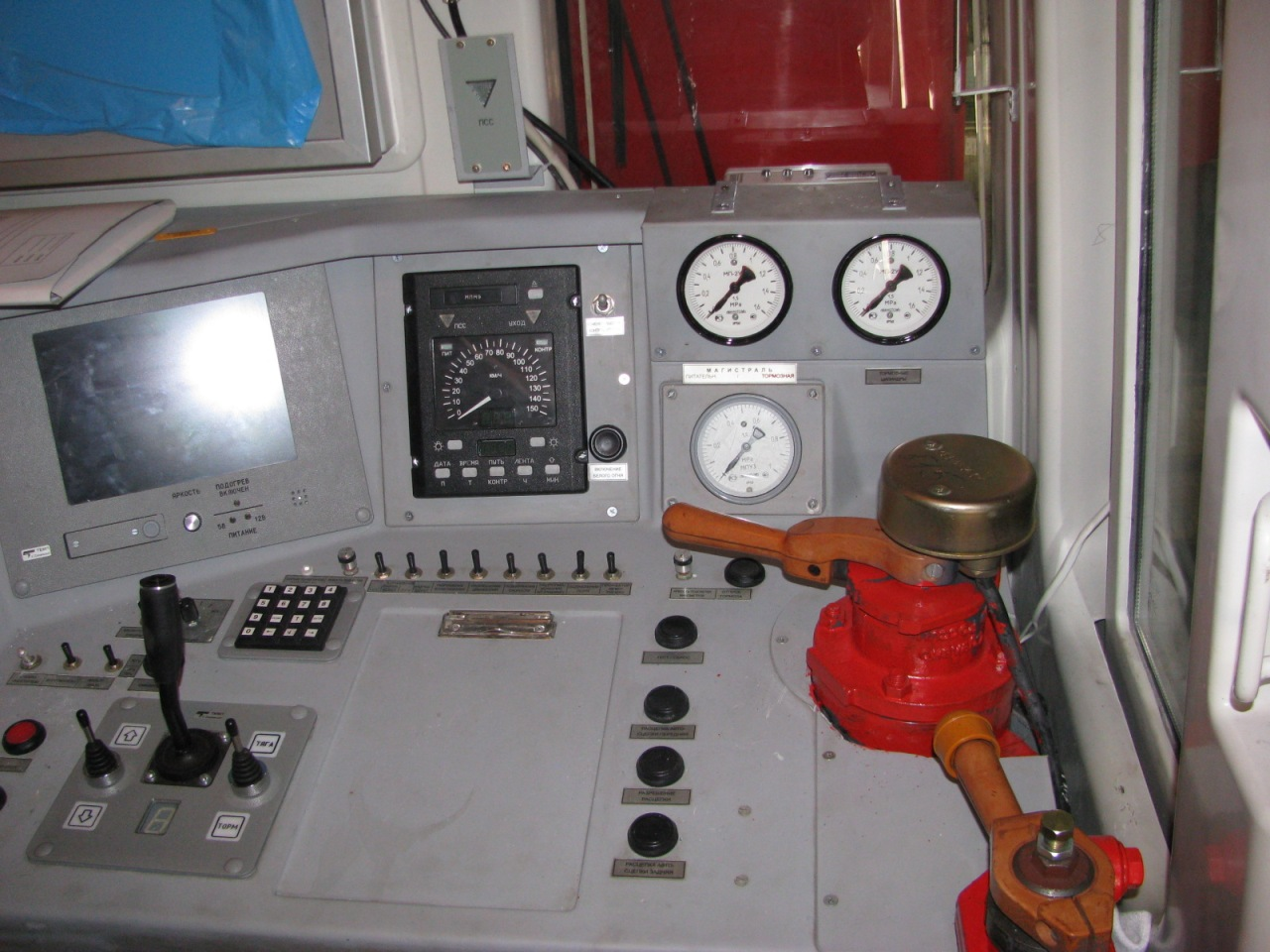
Пульт управления тепловозом ТЭМ14

Кабина машиниста оборудована основным и вспомогательным пультами управления, а также системой видеонаблюдения. Предусмотрена возможность работы по системе многих единиц. Тепловоз оснащён пожарной сигнализацией и системой пожаротушения. Устройство пожаротушения приводится в действие либо вручную, либо автоматически. Кабина оборудована системой обогрева, кондиционирования и вентиляции, соответствует требованиям СП 2.5.1336-03 по параметрам эргономики, микроклимата и освещения.

### Силовая установка
Тепловоз оборудован двумя силовыми установками, каждая из которых представляет собой дизель-генератор ДГ-880Л. Он состоит из дизельного двигателя и тягового агрегата, установленных на общей поддизельной раме (дизель и тяговый агрегат соединены между собой муфтой). Также на поддизельной раме установлены водомасляный охладитель и маслопрокачивающий агрегат. Каждая силовая установка тепловоза является самостоятельным агрегатом, питающим тяговые двигатели одной тележки и вспомогательные цепи тепловоза. Локомотив может работать как одной, так и сразу двумя силовыми установками. В холодное время года предусмотрен прогрев масляной системы и системы охлаждения одной силовой установки от другой, если один дизель остановлен.

#### Дизельный двигатель
В силовой установке ДГ-880Л применён четырёхтактный восьмицилиндровый дизельный двигатель 8ДМ-21Л УХЛ2 мощностью 1200 л. с.

#### Тяговый агрегат
В силовой установке ДГ-880Л может использоваться тяговый агрегат переменно-постоянного тока А724У2 или АТТ-882УХЛ2 с выпрямительной установкой, смонтированной на тяговом агрегате сверху. В состав тягового агрегата входит тяговый генератор и вспомогательный стартер-генератор. Тяговый генератор представляет собой синхронную трёхфазную машину мощностью 880 кВт с линейным напряжением 400/210 В, частотой напряжения 100 Гц (при частоте вращения ротора 1500 об/мин). Тяговый генератор питает тяговые электродвигатели тепловоза через неуправляемую выпрямительную установку, а также мотор-вентиляторы охлаждения дизеля, реостатного тормоза и тяговых электродвигателей.
Вспомогательный генератор постоянного тока мощностью 100 кВт предназначен для питания напряжением 110 В системы управления и собственных нужд тепловоза. Генератор также обеспечивает зарядку аккумуляторной батареи, привод масляного и топливного насосов, запуск дизеля (в двигательном режиме при питании от аккумуляторной батареи), привод компрессора, питание цепей управления и освещения, всех прочих вспомогательных нагрузок.
Охлаждение тягового агрегата осуществляется самовентиляцией.

### Система управления, регулирования и диагностики
Система управления, регулирования и диагностики осуществляется микропроцессорным устройством МСКУД.
На тепловозе применена автоматическая система регистрации и учёта расхода дизельного топлива (РПДА). Контроль скорости и сигналов АЛС осуществляется системой КПД3-ПВ. Локомотив оборудован устройством для дистанционного управления автосцепкой из кабины машиниста и системой для смазки гребней бандажей колёсных пар. В конструкции тепловоза применены провода и кабели, не распространяющие горение.

### Пневматическая тормозная система
Тепловоз оборудован пневматическим тормозами двух типов: автоматическими (для торможения поезда) и прямодействующими (для торможения только локомотива). Кроме того, предусмотрен электрический тормоз. На локомотиве установлен сигнализатор обрыва тормозной магистрали с датчиком № 418.

## Модификация ТЭМ14М
В 2019 году ЛТЗ построил опытный образец улучшенной версии тепловоза, получивший обозначение ТЭМ14М-0001 (нумерация не стала сквозной с исходной моделью). Тепловоз отличается от базовой модели главным образом дизель-генератором ДГ900Т с двигателями нового поколения 6ДМ-185Т, разработанными на Уральском дизель-моторном заводе (УДМЗ), который также входит в СТМ.

## Эксплуатация

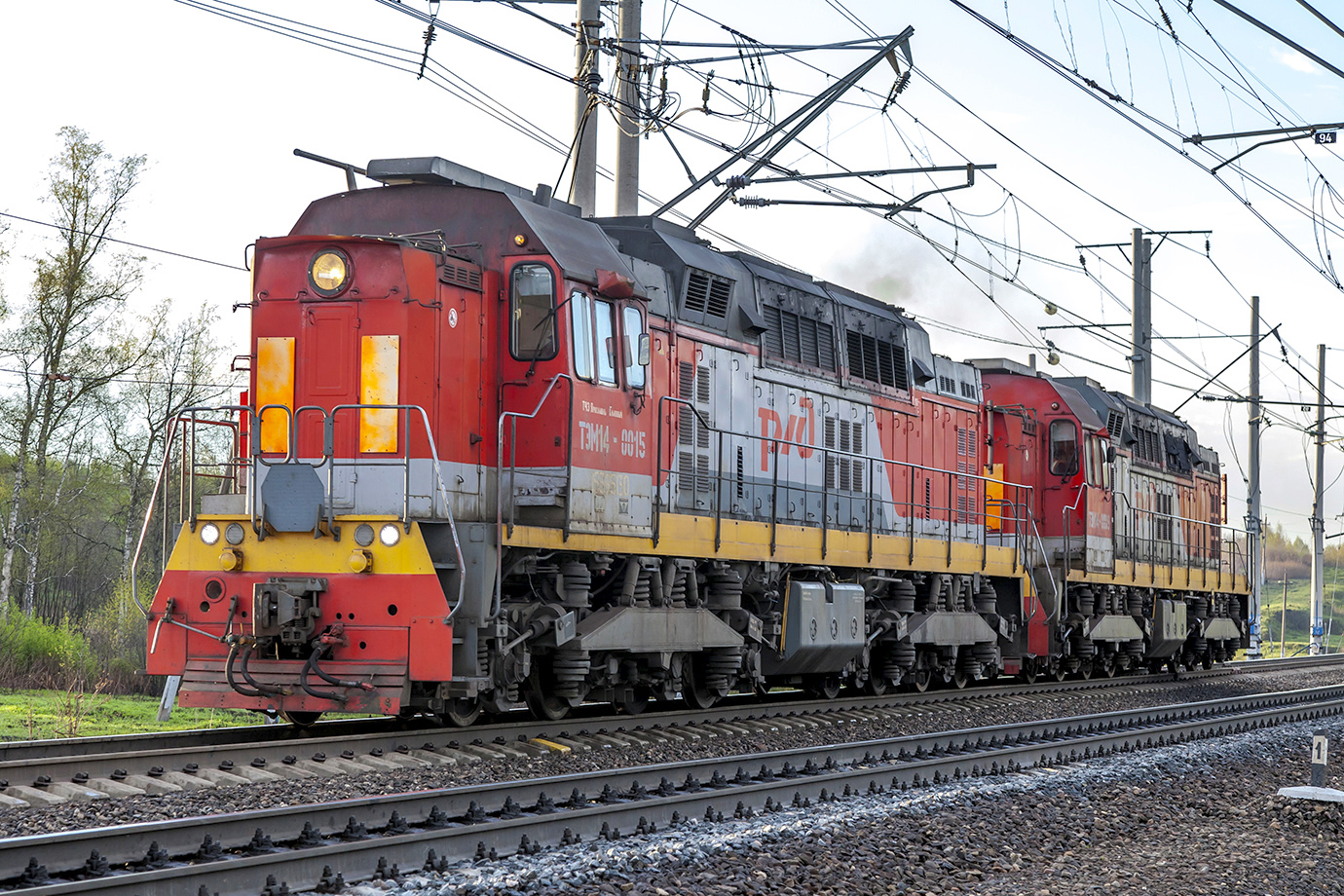
Тепловозы ТЭМ14-0015 и 0009 в красно-серой окраске РЖД

Опытный образец тепловоза разработан Центром инновационного развития холдинга «Синара-Транспортные Машины» по заказу Министерства промышленности и торговли РФ и представлен 4 июля 2011 года в рамках проведения «Дня инноваций» на ЛТЗ. Кроме того, локомотив экспонировался 7−10 сентября 2011 года на выставке в рамках III Международного железнодорожного салона «ЭКСПО 1520» в Щербинке.
По состоянию на август 2018 года все тепловозы эксплуатируются Российскими железными дорогами, промышленными или частными операторами в России, кроме тепловоза № 0002, который находится на ЛТЗ.